# Полігенетичні гори
Полігенетичні гори (рос. полигенетические горы, англ. polygenetical mountains, multicyclic mountains; нім. poly-genetisches Faltengebirge n, mehrzyklisches Gebirgsland n) – гірська країна, сформована в результаті декількох орогенічних епох. Несе в собі морфологічні сліди декількох циклів у вигляді залишків високо піднятих денудаційних поверхонь вирівнювання. 
Син. – багатоциклові гори.

## Дотичний термін
ПОЛІГЕНЕТИЧНИЙ (рос. полигенетический, англ. polygenetic, нім. polygenetisch) – той, що має різний генезис.